# Acetyl
Trong hóa học hữu cơ, axetyl là một phân tử, acyl với công thức hóa học CH3CO. Nó đôi khi được biểu diễn bằng ký hiệu Ac [5] (không bị nhầm lẫn với phần tử actinium). Nhóm acetyl chứa một nhóm metyl liên kết đơn với cacbonyl. Trung tâm cacbonyl của một gốc acyl có một electron phibond mà nó tạo thành liên kết hóa học với phần còn lại R của phân tử. Trong danh pháp IUPAC, acetyl được gọi là ethanoyl, mặc dù thuật ngữ này hiếm khi được nghe. [Cần dẫn nguồn] Acetyl là một thành phần của nhiều hợp chất hữu cơ, bao gồm axit axetic, chất dẫn truyền thần kinh acetylcholine, acetyl-CoA, acetylcysteine, thuốc giảm đau acetaminophen (còn được gọi là paracetamol) và acid acetylsalicylic (được gọi là aspirin).

## Acetyl hóa

### Trong tự nhiên
Sự ra đời của một nhóm acetyl vào một phân tử được gọi là acetyl hóa. Trong các sinh vật sinh học, các nhóm acetyl thường được chuyển từ acetyl-CoA sang coenzyme A (CoA). Acetyl-CoA là một trung gian cả trong tổng hợp sinh học và trong sự phân hủy của nhiều phân tử hữu cơ. Acetyl-CoA cũng được tạo ra trong giai đoạn thứ hai của hô hấp tế bào, Chu kỳ Krebs, bởi tác dụng của pyruvate dehydrogenase trên axit pyruvic.
Các histone và các protein khác thường được biến đổi bằng cách acetyl hóa. Ví dụ, ở cấp độ DNA, sự acetyl hóa histone bởi acetyltransferases (HATs) gây ra sự mở rộng kiến trúc nhiễm sắc thể, cho phép sự phiên mã di truyền xảy ra. Tuy nhiên, việc loại bỏ nhóm acetyl bởi histone deacetylases (HDACs) ngưng tụ cấu trúc DNA, do đó ngăn ngừa sự phiên mã. [6] Ngoài HDAC, bổ sung nhóm Methyl có thể liên kết DNA dẫn đến methyl hóa DNA, và đây là một cách phổ biến khác để ngăn chặn DNA acetyl hóa và ức chế phiên mã gen.

### Hóa hữu cơ và dược phẩm tổng hợp
Acetyl hóa có thể đạt được bằng cách sử dụng một loạt các phương pháp, một trong những phổ biến nhất là thông qua việc sử dụng acetic anhydride hoặc acetyl chloride, thường trong sự hiện diện của một cơ sở amin hoặc đại học thơm. Một acetylation điển hình là việc chuyển đổi glycine thành N-acetylglycine: [7]
H2NCH2CO2H + (CH3CO) 2O → CH3C (O) NHCH2CO2H + CH3CO2H

## Dược lý
Acetyl hóa giúp một loại thuốc nhất định đến não nhanh hơn, làm cho tác dụng của thuốc mạnh hơn và tăng hiệu quả của một liều nhất định. Nhóm acetyl trong axit acetylsalicylic (aspirin) tăng cường hiệu quả của nó liên quan đến axit salicylic chống viêm tự nhiên. Theo cách tương tự, acetyl hóa chuyển đổi morphine giảm đau tự nhiên thành heroin mạnh hơn (diacetylmorphine).
Có một số bằng chứng cho thấy acetyl-L-carnitine có thể hiệu quả hơn đối với một số ứng dụng hơn L-carnitine. [8] Acetylation của resveratrol giữ lời hứa là một trong những thuốc chống bức xạ đầu tiên cho người dân. [9]